# Морошкин, Александр Александрович
 Александр Александрович Морошкин (10 мая 1926, Ленинград — 2 марта 2009, Санкт-Петербург) — русский художник, реставратор.

## Биография
Родился на Малой Охте; отец Морошкин Александр Константинович (1896—1959) — учитель математики, мать Мелания Андреевна (урожд. Дубовик) (1896—1941) — домохозяйка.
Дед Статский Советник Морошкин Константин Дмитриевич (1856 -1920) - Бухгалтер в Покровской общине сестёр милосердия.
До 1943 года жил в Ленинграде, в блокадные 1941—1943 годы продолжал учиться в школе. В ноябре 1943 из 9 класса средней школы был призван в ряды Военно-Морского флота, служил радистом плавсостава по октябрь 1950 года.
После демобилизации поступил в Ленинградское Высшее Художественно-промышленное училище имени В. И. Мухиной на факультет монументально-декоративной живописи, которое окончил в 1954 г.
В 1954—1970 работал по воссозданию монументальной живописи Павловского дворца-музея в бригаде под управлением  Анатолия Владимировича Трескина.
В феврале — сентябре 1960 — художник-реставратор древней монументальной живописи VII—X веков в Государственном Эрмитаже и Государственном Русском музее.
В 1961 был принят в комбинат живописно-оформительского искусства Ленинградского отделения художественного фонда РСФСР, в творческую группу. До 1968 продолжал заниматься воссозданием монументальной живописи Павловского дворца-музея.
В 1968—1972 работал над эскизами и исполнением китайских лаковых панно в кабинетах Большого Петергофского дворца.
В 1972—1976 участвовал в воссоздании плафона Большого тронного зала в Большом Екатерининском дворце.
На протяжении многих лет, используя всё свободное время, работал в станковой графике (рисунок, акварель, гуашь, темпра).
Неоднократно участвовал в выставках в ЛОСХе.

## Награды
Диплом Академии Художеств СССР (решение президиума Академии Художеств СССР от 4 июля 1972 г.) — за работу по воссозданию памятников архитектуры г. Ленинграда и его пригородных дворцово-парковых ансамблей городов Павловска, Пушкина, Петродворца и Ломоносова.